# اسماعیل حاجی‌اوغلو
اسماعیل حاجی‌اوغلو (انگلیسی: İsmail Hacıoğlu؛ زادهٔ ۳۰ نوامبر ۱۹۸۵) بازیگر، و بازیگر تلویزیون اهل ترکیه است.
از فیلم‌ها یا برنامه‌های تلویزیونی که وی در آن نقش داشته‌است می‌توان به برای عشق و افتخار، امتحان، داستانهای استانبول، خانم انریکا، شغال، کودک،ققنوس (مجموعه تلویزیونی ترکی)،سریال تلویزیونی محکوم،آیلا دختر جنگ، پرنسس بدون تاج اشاره کرد.